# اس‌ام یوبی-۶۷
اس‌ام یوبی-۶۷ (به انگلیسی: SM UB-67) یک زیردریایی بود که طول آن ۵۵٫۸۳ متر (۱۸۳٫۲ فوت) بود. این زیردریایی در سال ۱۹۱۷ ساخته شد.